# Klaunz
Klaunz ist eine Fraktion der Gemeinde Matrei in Osttirol. Die Ortschaft liegt östlich des Matreier Marktes im Matreier Talkessel und wurde am 1. Jänner 2024 von 134 Menschen bewohnt.

## Geographie
Klaunz liegt in der Katastralgemeinde Matrei in Osttirol Land am Klaunzerberg, einem Abhang des Bunköpfl im Schigebiet Goldried. Die Grenze zur westlich gelegenen Katastralgemeinde Matrei in Osttirol Markt mit dem Gemeindezentrum verläuft direkt hinter dem Kirchenweg und dem Hotel Goldried des Matreier Marktes. Im Norden trennt der Bretterwandbach Klaunz von Hinterburg und Glanz, der Weiler Presslab der Fraktion Glanz liegt hingegen südlich des Bretterwandbaches im Nordosten von Klaunz. Im Süden grenzt die Fraktion Klausen mit dem Weiler Schweinach an Klaunz, im Südwesten befindet sich zudem die Fraktion Seblas.
Der Siedlungsschwerpunkt der Ortschaft, das eigentliche Klaunz, liegt nahe dem Matreier Markt in einer Höhe zwischen 1.100 und 1.200 Metern um die Bauernhöfe Motiser (Klaunz Nr. 1), Kuenzer (Nr. 2) und Lipper (Nr. 4) bzw. den Höfen Thaler (Nr. 5), Stöffer (Nr. 6) und Moter (Nr. 7 und 8). Auf den Hängen des Klaunzerbergs liegt zudem die gleichnamige Streusiedlung. An der Straße, die vom Markt bis zur Goldriedbergstation führt, finden sich die Bauernhöfe Unteregger (Nr. 9), Oberegger (Nr. 10) und Taxer (Nr. 11). Den Abschluss bildet der Bauernhof Pfaffenebner (Nr. 12), der knapp unter 1.500 Metern liegt. Im Süden von Klaunz liegen zudem die Bauernhöfe Oberritzer (Nr. 13), Kölln (Nr. 14), Kerschbaumer (Nr. 15), Huber (Nr. 16), Oberthimmelthaler (Nr. 17), Gonn (Nr. 18) und Steiger (Nr. 19).

## Bevölkerung
Klaunz gehörte bereits im 19. Jahrhundert zu den großen Ortschaften der Gemeinde Matrei. 1869 lebten in Klaunz 165 Menschen in 28 Häusern. Bis zur Volkszählung 1890 hatten sich diese Zahlen kaum verändert, wobei 1890 man 162 Menschen in 23 Häusern zählte. Auch in der ersten Hälfte des 20. Jahrhunderts blieb die Bevölkerungszahl nahezu stabil, wobei 1951 in Klaunz 156 Personen lebten. Mit 166 Einwohnern war Klaunz 2001 die sechstgrößte Fraktion der Gemeinde Matrei.

## Bauwerke und Sehenswürdigkeiten

### Klaunzkapelle

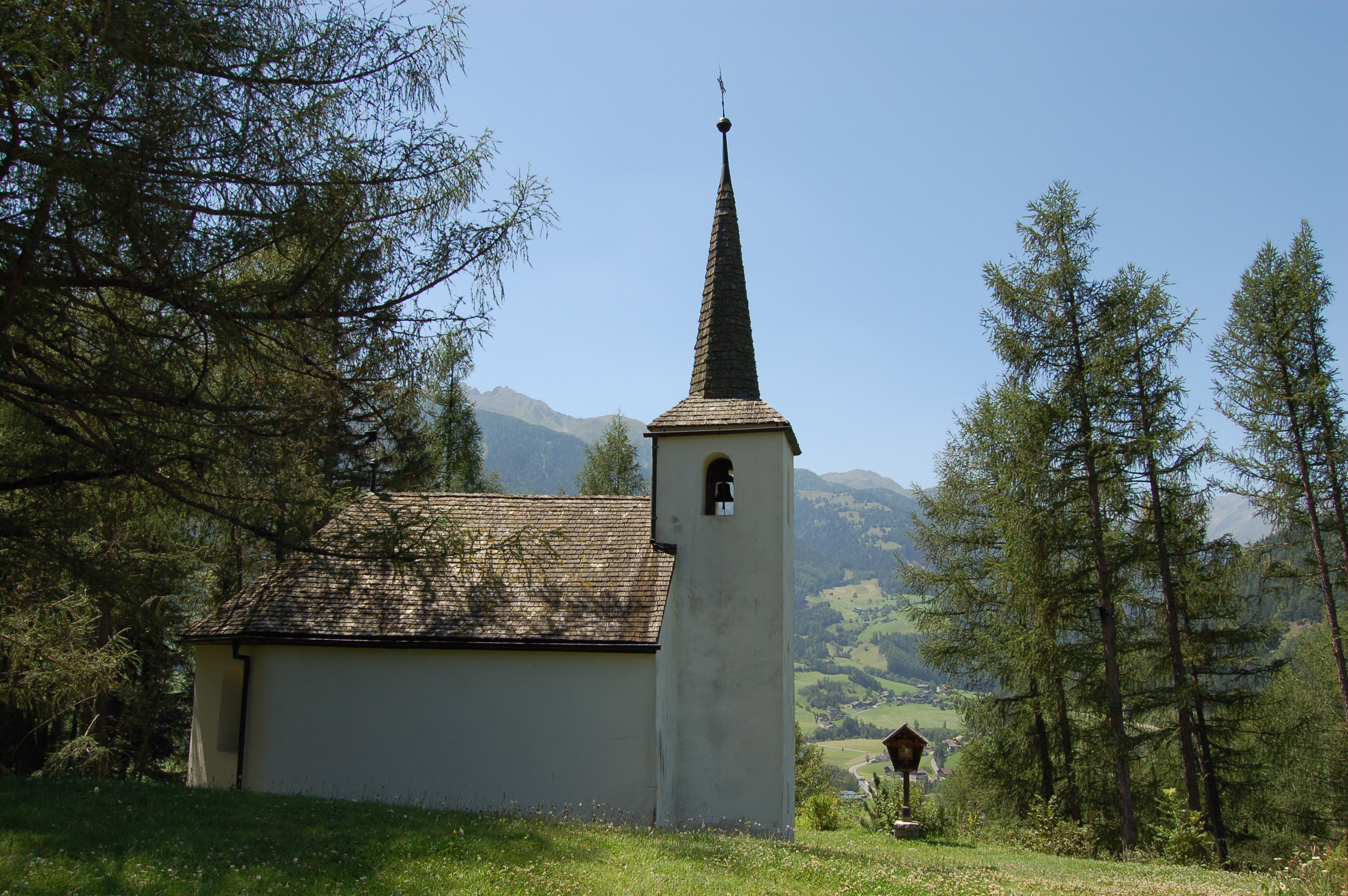
Die Klaunzkapelle

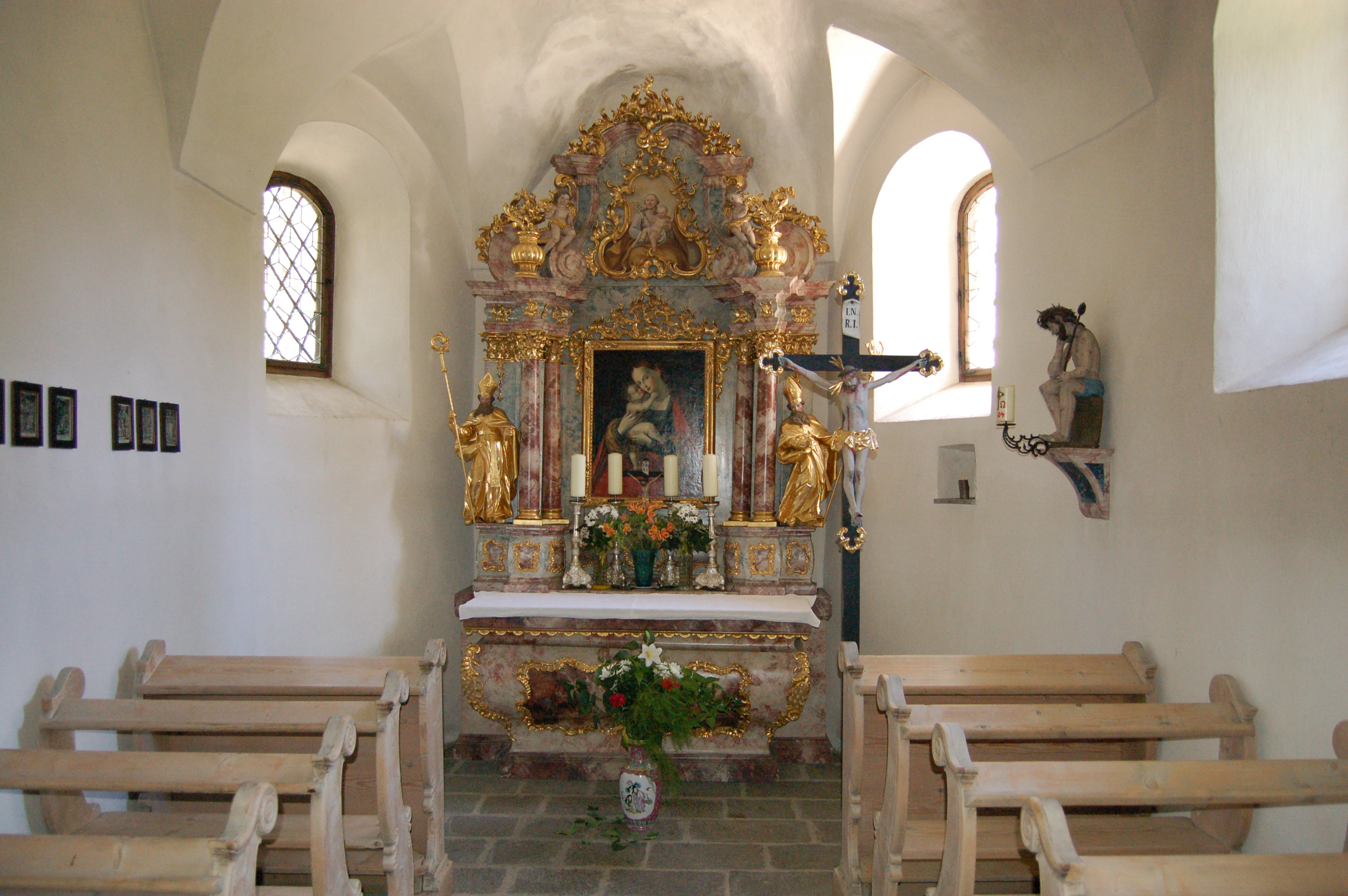
Der Rokoko-Altar der Klaunzkapelle

Die bedeutendste Sehenswürdigkeit von Klaunz ist die Klaunzkapelle bzw. das Klaunzkirchel. Sie erhebt sich in dominierender Lage auf dem Klaunzerberg und wurde 1700 erbaut sowie 1713 durch den Erzpriester aus Gmünd Maria Hilf geweiht. Nach umfangreichen Renovierungen 1970 erfolgte am 4. Juli 1971 eine Wiederweihung der Kapelle. Bei der Kapelle handelt es sich und eine zweijochige Kapelle über rechteckigem Grundriss mit einer dreiseitigen Apsis. Äußerlich dominiert der mächtige Fassadenturm mit einem auffälligen, oktogonalen, schindelgedeckten Spitzhelm, der von Kugel und Kreuz bekrönt ist. Zudem verfügt die Kapelle über ein schindelgedecktes Satteldach. Die Längswände der Kapelle sind ebenso wie die Chorschrägen mit Rundbogenfenstern durchbrochen, das Eingangsportal befindet sich an der Turmseite. Innen zeichnet sich die Kapelle durch ein Tonnengewölbe mit Stichkappen aus.
Die Inneneinrichtung dominiert ein Rokoko-Altar, der 1770 von Pfarrer Ensinger gestiftet worden war. Der von Michael Huber gefertigte Altar besteht aus Holz mit rosa und grauer Marmorfassung, wobei die Ornamentteile vergoldet wurden. Das Altarbild zeigt eine Maria-Hilf-Darstellung nach Lucas Cranach, im Auszug befindet sich ein Gemälde des heiligen Josef mit Kind. Die seitlich der Säulen angebrachten Statuen wurden von Bartlmä Mayr geschaffen und stellen zwei Bischöfe ohne individuelle Attribute dar. Zudem befinden sich am Auszug zwei Putten und zwei Flammenvasen.
Um die Errichtung der Kapelle ranken sich mehrere Sagen. Eine besagt, dass die bisher kinderlos gebliebene Motiser Bäuerin eines Tages eine Frau mit einem neugeborenen Kind traf. Sie nahm die beiden bei sich auf, am nächsten Tag war jedoch die Mutter verschwunden. Die Bäuerin und ihr Ehemann glaubten daraufhin an ein Wunder und beschlossen, das Kind wie ihr eigenes aufzuziehen. Nachdem das Ehepaar in der Folge mit zahlreichen Kindern beschenkt wurde, ließen sie aus Dankbarkeit die Klaunzkapelle errichten. Die Verbindung mit dem Kindersegen blieb der Klaunzkapelle bis heute. Einem alten Brauch zufolge soll man durch eine Wallfahrt von der Bachkapelle zur Klaunzkapelle mit einem Buben beschenkt werden, in umgekehrter Richtung mit einem Mädchen.

### Sonstige Sehenswürdigkeiten
Am Weg von Klaunz zum Kals-Matreier-Thörl befindet sich das St.-Veit-Stöckl aus dem 18. Jahrhundert. Der gemauerte Bildstock mit Säulenvorbau und flachem Satteldach wurde 1984 restauriert und dabei teilweise verändert. Die Rundbogennische beherbergt ein Altärchen. Das Gemälde zeigt den heiligen Veit im Ölkessel in volkstümlicher Malerei. An den Seitenwänden sind mehrere Votivbild in Drucken aus dem 19. Jahrhundert angebracht.
Neben den Sakralbauten findet sich in Klaunz auch ein kunsthistorisch wichtiges Bauernhaus, der Hof des Moter-Bauern (Klaunz Nr. 8), dessen Besitzreihenfolge seit der Mitte des 18. Jahrhunderts belegt ist. Bei der Hofstelle handelte es sich um ein Freistift des Karmelitenklosters Lienz. Ursprünglich war der Hof als Doppelhof errichtet worden, heute besteht nur noch der südliche Teil. Das zweigeschoßige, giebelseitig erschlossene Eckflurhaus stammt vermutlich aus dem 17. Jahrhundert und wurde mit gemauertem Fundament und gemauertem Erdgeschoß ausgeführt. Das Obergeschoß ist in Blockbauweise errichtet, das Blockpfettendach brettergedeckt ausgeführt. Die talseitig gelegene Stube verfügt über eine Leistentäfelung aus dem 18. Jahrhundert und einen gemauerten Tonnenofen.